# Nummer 326–695 i Segertoner (1988)
Den fristående delen av Pingströrelsens sångbok Segertoner 1988, efter den ekumeniska delens nummer 1–325.

## LOVSÅNG OCH TILLBEDJAN
- 326 Gud vår Fader
- 327 Halleluja, till Herrens ära sjung
- 328 Han är Herre, Jesus är Herre
- 329 Herre, vår Herre, hur härligt är ditt namn
- 330 Hur skall jag prisa dig, min Gud
- 331 Jublen, I himlar
- 332 Jag vill ge dig, o Herre, min lovsång
- 333 Krön honom nu, Guds Lamm
- 334 Sjung en ny sång till vår Gud
- 335 Lovad vare Jesus
- 336 Pris vare dig, Gud Fader
- 337 Lova Herren! Han är vår Gud
- 338 Store Gud, ditt namn ske pris
- 339 Värdigt, värdigt är Guds Lamm

## FADER, SON OCH ANDE

### Gud, vår Skapare och Fader
- 340 Det stod en blomma
- 341 Du finns här
- 342 Du Herre, vår Herre så stor och mäktig
- 343 Du som gjorde vår värld så vacker
- 344 Har du riktigt tänkt på
- 345 Om av mångahanda ting
- 346 På underbara vägar går
- 347 Store Gud, du är god

### Jesus, vår Herre och broder
- 348 Det finns ett härligt namn
- 349 En frälsare dyrbar är Jesus, Guds Son
- 350 En frälsare härlig jag äger
- 351 För varje dag blir Jesus
- 352 Gud förlät min synd i Jesu namn
- 353 Han är min sång och min glädje
- 354 Hur ljuvligt namnet Jesus är
- 355 Jag älskar dig, Jesus
- 356 Ingen som Jesus förstår mitt hjärta
- 357 Jag har en vän som älskar mig
- 358 Jag sjunger en sång från morgon till kväll
- 359 Här, mitt ibland oss, går Jesus fram
- 360 Jesus, Jesus! O, det ordet
- 361 Jesus, min herde, har omsorg om mig
- 362 Jesus oss älskar så högt
- 363 Jesus är min högsta glädje
- 364 Jesusnamnet, tag det med dig
- 365 Namnet Jesus vill jag sjunga
- 366 O det finns ingen vän som Jesus
- 367 Om jag ägde allt men icke Jesus
- 368 Säg mig hans namn igen

### Anden, vår hjälpare och tröst
- 369 Aldrig glömmer jag den dag
- 370 Den kraft som föll på pingstens dag
- 371 Det höres en susning
- 372 Eld från himlen, kom
- 373 Skurar av nåd skall jag sända
- 374 Herre Jesus, kom och döp oss
- 375 I Guds eget Ord vi läser
- 376 Ifrån döden uppstod Jesus
- 377 Ja, när den helige Ande
- 378 Kom för att lära oss leva
- 379 Låt Anden falla över oss som fordom
- 380 När Jesus kallade till tjänst
- 381 O Gud, du klara, rena låga
- 382 O, sprid det glada bud
- 383 Om du längtar efter fullhet
- 384 Guds källa har vatten tillfyllest
- 385 Sänd, o Herre, en våg ifrån Golgata höjd

## DEN KRISTNA GEMENSKAPEN

### Församlingen
- 386 Det byggs ett heligt tempel
- 387 Lammets folk och Sions fränder
- 388 Hos Herren får vi alla
- 389 Du vår Fader och Gud
- 390 På klippan Guds församling står
- 391 Var och en av oss
- 392 Vi är ett folk
- 393 Vi är Kristi medarvingar

### Ordet
- 394 I barndomens dagar
- 395 Guds ord och löften kan aldrig svika
- 396 Skrifternas tröst
- 397 Åter till Bibeln
- 398 Vår Gud ger oss löften
- 399 Vi har fått ett heligt vapen

### Dopet
- 400 I dopet jag bekänna vill
- 401 I dopet, till gemenskap
- 402 Jag följer dig, Jesus
- 403 Jag är döpt i Jesu namn

### Nattvarden
- 404 Herre, jag ber
- 405 I Jesu namn vi samlas här
- 406 Kom, låt oss alla samlas
- 407 På Herrens bord vi finner bröd
- 408 Så som sädeskornet

### Gudstjänsten
- 409 Gud är här för att välsigna
- 410 Kom, huldaste förbarmare
- 411 Med bön och med lovsång
- 412 Vilken skön och rik gemenskap
- 413 Vår Herres Jesu Kristi nåd

### Barnvälsignelse
- 414 Bibeln berättar för oss hur det var
- 415 Det hände sig en gång i Bibelns land
- 416 Du lilla barn som till oss kom

### Vittnesbörd – tjänst – mission
- 417 Dela med dig
- 418 Det är ett fast ord
- 419 Det lilla jag kan göra
- 420 Det finns ljus och glädje
- 421 Evigt strålar Faderns kärlek
- 422 Från berg till berg
- 423 Gyllne fält för vinden vajar
- 424 I Guds stora vingård
- 425 Herren kallar sin församling
- 426 Herren, vår Gud, har rest sin tron
- 427 Ju mera vi har fått
- 428 Tag mina händer, o Herre, jag beder
- 429 Med segersång, i tro på Gud
- 430 O, min tanke flyr hän
- 431 O, var är det folk som på Andens bud
- 432 Rädda de döende
- 433 Sjung evangelium om Jesus
- 434 Sjung om Guds rika kärlek
- 435 Skåda framåt, se det dagas
- 436 Så den ädla säden
- 437 Säg ett litet ord om Jesus
- 438 Kärlek så stor
- 439 Tänk vilken underbar nåd av Gud
- 440 Verka, ty natten kommer
- 441 Vi äro skördemän åt Gud

## KYRKOÅRET

### Advent
- 442 Dig vi lovsjunger, ärar
- 443 Ett litet barn av Davids hus

### Jul
- 444 Julen med sin glada sång
- 445 Det folk som vandrar i mörker

### Jesu lidande och död – fastetiden
- 446 Det blod som Jesus göt för mig
- 447 Det ljöd en gång en stämma till mitt hjärta
- 448 Det är en som har dött i stället för mig
- 449 En blick på den korsfäste giver dig liv
- 450 Han böjde sig ner i ödmjukhet
- 451 Nu är försoningsdagen
- 452 O segrare från Golgata
- 453 På en avlägsen höjd
- 454 På Golgata kors min Frälsare led
- 455 På Golgata min Jesus tog
- 456 Se, mängden mot Golgata skrider
- 457 Vilken underbar Frälsare har jag

### Jesu uppståndelse – påsken
- 458 Var glad, för Kristus lever
- 459 Det var i soluppgången
- 460 Se, Herren är uppstånden
- 461 Upp och fröjda dig, Guds eget folk
- 462 Han är uppstånden, Frälsaren

### Kristi himmelsfärds dag
- 463 Du tog din plats på Faderns högra sida

## DAGENS OCH ÅRETS TIDER

### Under dagen
- 464 En vanlig dag när inget särskilt händer

### Kväll
- 465 Skönt det är i kvällens timma

### Årsskifte
- 466 Här växlar det av dagar, år
- 467 I Jesu namn vi börjar

### Årstiderna
- 468 Skön är sommaren som stiger

## ATT LEVA AV TRO

### Stillhet – eftertanke
- 469 Har du funnit din viloplats i Jesus
- 470 Stilla, min själ, för Jesus
- 471 Låt mig växa stilla

### Bönen
- 472 Herre, lär mig bedja
- 473 Den som beder han får, står det skrivet
- 474 Herre, till dig får jag komma
- 475 Jag behöver dig, Jesus
- 476 Jag var modfälld och trött
- 477 Jag vet en plats i världens vimmel
- 478 Jag vill höra, o Herre, din röst
- 479 Lär mig, Jesus, ödmjuk vara
- 480 Jesus, jag viskade ödmjukt ditt namn
- 481 Om jag blivit blott en enda gång
- 482 Se ditt folk vill gå in på bönens väg
- 483 Var stund jag dig behöver
- 484 Vi ber för varandra

### Kallelse – inbjudan
- 485 Du har nu sökt i många, många år
- 486 Du som fjärran från din Fader går
- 487 Finns här ett ångerfullt hjärta
- 488 Frälsning i Jesus allena
- 489 Har du inte rum för Jesus
- 490 Har du mod att följa Jesus
- 491 Härligt nu skallar frälsningens bud
- 492 I tusental går själar in
- 493 Innanför eller utanför
- 494 Kanhända du tänkte när en gång du kom
- 495 Kom, o kom, du betryckta själ
- 496 Kom som du är till din Jesus
- 497 Medan allting ler och blommar
- 498 Ljuvligt och kärleksfullt Jesus hörs kalla
- 499 Kom till Jesus, min vän, du som sörjande går
- 500 Min käre vän, ack säg
- 501 Pilgrim som på väg till fadershuset
- 502 Underbar kärlek så stor
- 503 Vandra ej längre i synden
- 504 Var är mitt vilsna barn i kväll
- 505 Varför stänger du ditt hjärta för Jesus
- 506 Vill du från syndernas börda bli fri?
- 507 Vill salig och lycklig du bliva
- 508 Är det sant som många säger
- 509 Öppna din dörr för Jesus
- 510 Öppna hjärtats dörr

### Omvändelse
- 511 Djupt i synd jag sjönk alltmer
- 512 En dag fick jag nåd att lämna
- 513 Jag har beslutat att följa Jesus
- 514 Jag har nu beslutat mig att en gång vara med
- 515 Vad än dig möter, käre vän
- 516 Vem som helst kan bli frälst
- 517 Som när ett barn kommer hem om kvällen
- 518 När invid korset jag böjde mig
- 519 Många år jag gick på syndens väg

### Skuld – förlåtelse – rening
- 520 Befrielsen är nära
- 521 Det enda som bär när allting annat vacklar
- 522 Det finns en källa fylld med blod
- 523 Det finns en reningskälla
- 524 Det finns en underbar källa
- 525 Ej silver, ej guld
- 526 Från det slaktade Guds lamm
- 527 Frälsare på korsets stam
- 528 Förundrad jag hör
- 529 Intet jag äger som inte jag fått
- 530 Jag tror på blodets fridsförbund
- 531 Jag var borta ifrån Herren
- 532 Jag vill sjunga om min Jesus
- 533 Jesus, du som blodet har gjutit
- 534 Jubla nu, mitt sälla hjärta
- 535 Om Jesu blod jag sjunga vill
- 536 Så vid som havets vida famn
- 537 Vid Golgata jag stod en dag

### Förtröstan – trygghet
- 538 Alla tvivel bär till Jesus
- 539 Djupt i mitt hjärta bor glädjen
- 540 Genom en mörk och villsam värld
- 541 Gud är trofast, o min själ
- 542 Guds löften står fasta när nöd kommer på
- 543 Hur gott det är att äga sann hjärtefrid
- 544 I Herrens barmhärtiga händer
- 545 Jag vill vara nära Jesus
- 546 Jag funnit en Frälsare, mäktig och god
- 547 Jag slipper sörja, ty Gud är när
- 548 I min andes fördoldaste djup tonar fram
- 549 Jag är en kristen och vill det vara
- 550 Kärleken från min Skapares hand
- 551 Min herde är Herren, min tillflykt
- 552 Min hjälp kommer från Herren
- 553 Var ej bekymrad vad än som sker
- 554 Stor är din trofasthet
- 555 Ser du himlen mörkna över livets hav
- 556 Vid levande källan jag vilar så nöjd
- 557 Vilken Gud jag har
- 558 Vilken underbar trygghet jag nu har
- 559 Över mörka djup

### Glädje – tacksamhet
- 560 Det är så gott att om Jesus sjunga
- 561 Ett liv jag nu äger, som aldrig kan dö
- 562 Glad att få leva
- 563 Halleluja, o det jublar
- 564 Hela vägen Jesus leder mig
- 565 Jag gick vilse i världslivets vimmel
- 566 Jag har en frälsare som för mitt hjärta
- 567 Jag har i himlen en vän så god
- 568 Jag törstar och jag längtar
- 569 Jag är frälst, min Herre frälst mig
- 570 Nu är jag nöjd och glader
- 571 Nu är syndens boja krossad
- 572 När jag i tron min Jesus ser
- 573 O fröjd utan like, som Jesus mig gav
- 574 Sjungen syskon under vägen
- 575 Som en fågel utsläppt ur buren
- 576 Skild från Gud i synden, världen
- 577 Stäm upp, stäm upp en fröjdesång

### Prövning – kamp – seger
- 578 Vi har en segersång
- 579 Den som tror på Herren
- 580 Fram till seger emot synd och värld
- 581 Just när mitt mod vill sjunka
- 582 Makten är i Jesu händer
- 583 När i tro Guds Israel, stam för stam
- 584 Sjung den segersälla, glada sång
- 585 Allt han förmår, allt han förstår

### Helande till kropp och själ
- 586 Den store läkaren är här
- 587 Jag vet en väg som leder
- 588 Jag har hört om Herren Jesus
- 589 Han ger mera nåd när min börda blir större
- 590 Mäktiga ting det sker i vår tid
- 591 Om du möter många hinder
- 592 Vem kan läka hjärtesåren

### Efterföljd – helgelse
- 593 Allt till Jesus vill jag lämna
- 594 Djupare, o Jesus, i din kärlek
- 595 Ditt rike, Jesus, är för mig
- 596 Behåll min själ från dag till dag
- 597 Ett stilla barnahjärta
- 598 Gud, jag vet du allt kan göra
- 599 Guds kärleksflod, så full av frid
- 600 Herre, jag med glädje
- 601 Herre, låt ingenting binda de vingar
- 602 Hur ljuvligt att få vara
- 603 Hur ska vi veta vad Gud befallt
- 604 I min Mästares hand
- 605 Jag vill följa dig, o Jesus
- 606 Jag vill lära känna Jesus
- 607 Jesus, håll mig vid ditt kors
- 608 Mitt liv vill jag leva i sällskap med Jesus
- 609 Jesus, vad skall jag dig giva
- 610 Mera om Jesus, Gud, mig lär
- 611 Min Gud, jag sjunker ner
- 612 Jesus, med längtan jag öppnar
- 613 Mitt val är gjort
- 614 Närmre, ja närmre, tätt till ditt bröst
- 615 O, att bli lik dig, Mästare Jesus
- 616 O, gör min själ vit som nyfallen snö
- 617 O Jesus, min Jesus, mitt hjärta intag
- 618 Säll är den som hoppas uppå Herren

## TILLSAMMANS I VÄRLDEN
- 619 Det kan vi göra för rätt och för fred
- 620 Du vet väl om att du är värdefull
- 621 En sång vi ville sjunga
- 622 På vägarna ute i världen
- 623 Mänskan är en helhet
- 624 Ett kristet hem det är förmer
- 625 Svenska folk, du borde tacka
- 626 Varenda liten människa

### Tillsammans med barnen
- 627 Det blir något i himlen
- 628 Många har det inte bra
- 629 Gud vet vad jag heter
- 630 Herren är min herde
- 631 Käre vår Herre, så vacker är jorden
- 632 Jag tror visst att Jesus bryr sej om mej
- 633 Gud har skapat allting
- 634 Tack, min Gud, för att jag vaknar
- 635 Vi sätter oss i ringen
- 636 Välsigna alla barn, käre Gud
- 637 Är jag glad, så får jag bedja

## FRAMTIDEN OCH HOPPET

### Pilgrimsvandringen
- 638 Giv mig den frid som du, o Jesus, giver
- 639 Det går hemåt
- 640 Hos Gud är idel glädje
- 641 Jag vill börja med dig, o min Jesus
- 642 Jag vill hemåt gå på min Frälsares väg
- 643 När Jesus dog på Golgata
- 644 Jag är nu på väg till himlen
- 645 Jag är en pilgrim här
- 646 Vi bo ej här
- 647 Vägen med min Jesus går

### Livets gåva och gräns
- 648 Du är min framtid
- 649 Får vi alla en gång mötas

### Jesu återkomst
- 650 Tidstecknen visar att Herren är nära
- 651 Då skall Jesus komma
- 652 Herrens stora sköna dag
- 653 Hoppet att Jesus få skåda
- 654 Jesus kommer, Jesus kommer
- 655 När den gyllne morgon
- 656 När den sista basunen ljuder
- 657 På himlens skyar
- 658 Snart kommer Jesus på himmelens sky
- 659 Snart kommer Jesus, som själv han sagt
- 660 Det ljusnar nu, det gryr till dag
- 661 Tänk, när jag min Herre skådar
- 662 Vid basunens ljud

### Himlen
- 663 Hemland, där sol ej dalar
- 664 I de saligas land
- 665 Invid porten där
- 666 Jag har hört om en stad
- 667 Mitt hem är där på den andra stranden
- 668 När den evigt klara morgon gryr
- 669 När jag från mödans och prövningens land
- 670 O, jag vet ett härligt land
- 671 Snart så är vår vandring slut
- 672 Till det härliga land ovan skyn
- 673 Vi tala om sällhetens land
- 674 Vem är skaran, som syns glimma

## BIBELVISOR OCH KÖRER
- 675 Ande, du som livet ger
- 676 Att tjäna dig är min vilja
- 677 Du omsluter mig
- 678 Du är den högste
- 679 Där två eller tre
- 680 Gud, du är här
- 681 Gud vår Fader, dig vi lovar
- 682 Halleluja
- 683 Jag är med er alla dagar
- 684 Helige Ande, kom oss nära
- 685 Herren är min starkhet och min lovsång
- 686 Icke genom någon människas styrka
- 687 Lova Herren, min själ
- 688 Jesus, vi prisar ditt namn
- 689 Kom igen, allt Guds folk
- 690 Helig, helig, helig Herre Sebaot
- 691 Min Gud tillhör äran
- 692 Lovad vare Herren, lovad vare Herren
- 693 Sjung lovsång, alla länder
- 694 Söken först Guds rike
- 695 Tänk att få vara ett Guds barn